# Pneumotoraks
Pneumotoraks, „pucanje pluća“, (лат. Pneumothorax), je bolest pluća koja nastaje zbog nakupljanja vazduha u pleuralnoj šupljini, kao posledica prekida kontinuiteta listova plućne maramice (tanke opna koja obavija oba plućna krila i sastoji se od dva lista, od kojih je jedan srastao sa plućima, a drugi sa zidom grudnog koša). To ima za posledicu nastanak neznatne, ili veće direktne komunikacije između bronha, odnosno alveola i pleuralne šupljine i sakupljanje vazduha, ili vazduha pomešanog sa krvlju, u intrapleuralnom prostoru. Iako se pleuropulmonalna fistula uspostavlja prsnućem visceralne pleure, spontani pneumotoraks se smatra oboljenjem pluća, a ne pleure, (Egnel 1966, Geisler 1976, Maason 1972, Schott 1972, Velojić 1977).
Kad nastane komunikacija (fistula) između alveole ili zida grudnog koša i pleuralne šupljine, dolazi do izjednačavanja atmosferskog i intrapleuralnog pritiska, a elastična sila pluća, kojoj se više ne suprotstavlja negativni intrapleuralni pritisak, izaziva kolaps plućnog parenhima. Zavisno od porasta pritiska u pleuralnom prostoru, plućni parenhim može kolabirati delimično, (parcijalni pneumotoraks) ili potpuno, (kompletni pneumotoraks).
Osim spontani, pneumotoraks prema nastanku može biti: traumatski (spoljni i unutrašnji), i arteficijalni (dijagnostički i terapeutski). Zavisno od širine i lokalizacije sraslina između visceralne i parijetalne pleure, koje sprečavaju potpun kolaps pluća, pneumotoraks može biti: totalni, odnosno parcijalni, jednostrani ili obostran, a u odnosu na stanje bronhopulmonalne fistule: zatvoren, otvoren i ventilni.

## Istorija
Jean Marc Gaspard Itard, (1774—1838), 1803. godine prvi je u medicinsku terminologiju uveo pojam pneumotoraks, (skupljanje vazduha u pleuralnoj šupljini kao posledica prekida kontinuiteta visceralne ili parijetalne pleure).
Kliničku sliku pneumotoraksa prvi je opisao René-Théophile-Hyacinthe Laennec,(1781—1826), 1819. godine, i njegov nastanak objasnio kao posledicu pucanja subpleuralnih mehurića vazduha. Međutim prava dijagnoza pneumotoraksa mogla se postaviti tek nakon otkrića Rtg aparata. Tako je Martin 1901. godine, na „skopiji“ grudnog koša prikazao pneumotoraks, iako je snimak sačinjen tek nakon smrti pacijenta.
U drugoj polovini 19. veka zbog česte pojave pneumotoraksa kod bolesnika s plućnom tuberkulozom kliničari su smatrali da je ova bolest primarni uzrok nastanka pneumotoraksa. Doktor Forlanini 1882. navodi korisni učinak pneumotoraksa u lečenju tuberkuloze, zbog zatvaranja kaverni (kolapsoterapija). Tek početkom 20. veka lekari su otkrili da se pneumotoraks može razviti i kod bolesnika koji ne boluju od plućne tuberkuloze. Tako je Kjaergaard 1932. Godine opisao primarni spontani pneumotoraks, kao odvojenu pojavu od sekundarnog pneumotoraksa, koja je u suštini posledica tuberkuloze.

## Predispozicija
Često se nalazi međusobna veza između pneumotoraksa i prethodno postojećih bolesti pluća i drugih stanja u organizmu, što objašnjava činjenicu zašto identične vrednosti pritiska gasa, kod nekih bolesnika dovodi do pneumotoraksa a kod drugih ne. Ta veza može biti neki od sledećih faktora predispozicije:
- Urođene promene na plućima (nasledne bolesti)
- Bolesti pluća (akutne i hronične)
- Sistemske bolesti (tumori, pneumokonioza, tuberkuloza pluća)
- Aspiracija stranog sadržaja
- Plućni edem
- Endotoksemija
- Neuhranjenost (loša ishrana)
- Duboka starost
- Više uzastopnih izlaganja povišenom pritisku u jednom danu
- Izlaganje tela promeni pritiska u toku ronjenja, letenja, boravak u hiper i hipobaričnim komorama, rad u atmosferi povišenog pritiska (kesoni,tuneli, rudnici).[3]
- Mehanička ventilacija pluća (veštačko, asistirano disanje),[4]

## Etiologija
U zavisnosti od etiologije, pneumotoraks se deli na spontani i traumatski.

### Spontani pneumotoraks
Spontani pneumotoraks se prema etiologiji nastanka deli na; primarni spontani pneumotoraks, koji nastaje u odsustvu prethodne bolesti pluća i sekundarni spontani pneumotoraks, koji nastaje kao posledica već postojeće bolesti pluća
Otprilike polovina svih pneumotoraksa nastaje bez prethodno prisutne bolesti pluća. Pneumotoraks je jedan od čestih klinički problem u grudnoj-torakalnoj hirurgiji.
Primarni spontani pneumotoraks
Primarni spontani pneumotoraks javlja se pretežno kod zdravih muškaraca, mlađeg doba (oko 20 godine), a mnogo redje posle 40. godine, višeg rasta i astenične konstitucije, najčešće s pozitivnom anamnezom pušenja duvana. Muško ženski odnos kod primarnog spontanog pneumotoraksa je (m : ž = 6 : 1). Iako se na godišnjem nivou opisuje učestalost pneumotoraksa od 5 do 10 slučajeva na 100.000 osoba, incidenca je znatno viša, jer većina pacijenata bez izraženih tegoba ne traži pomoć lekara.
Ovaj oblik pneumotoraksa najčešće nastaje tokom mirovanja. Češće je zastupljena njegova pojava sa desne strane, a kod 10% slučajeva obostrano. Za nastanak ovog oblika pneumotoraksa uticaj ima urođena predispozicija. Brojna istraživanja kao moguće uzroke ili predisponirajuće faktore navode:
- Fizičko naprezanje pri ronjenju i nepravilan izron sa zaustavljenim disanjem,
- Boravak u prostoru povišenog pritiska (kesoni, tuneli i rudnici pod pritiskom),
- Letenje avionima i kosmičkim letilicama na velikim visinama (zbog dekompresije koju može izazvati neispravna letačka oprema, kvar na motoru aviona, oštećenja kabine na velikim visinama itd),
- Udar vazdušnog talasa kod blast povreda izazvan raznim vrstama eksplozije,[13]
- drumske, vazdušne, pomorske nesreća,[13]
- Pada sa visine,[13]
- U toku trčanja, nošenja tereta, fizičkog rada, u toku porođaja, otežane defekacije, govora, kašlja, kijanja.

Kod pojedinih osoba pneumotoraks može da nastane i pri mirnom ležanju ili bez posebnog povoda.
Prema nekim studijama rizik od pojave recidiva primarnog spontanog pneumotoraksa tokom prve četiri godine od razboljevanja iznosi 54%. Većina recidiva nastala je u prvoj godini. Oko 39% bolesnika imalo je recidiv pneumotoraksa ipsilateralno, a pojedinačni faktori za koje je ustanovljeno da povećavaju rizik od pojave recidiva bili su pušenje duvana i visina. Među faktore koji povećavaju rizik od pojave recidiva ubrajaju se; starost, fibroza pluća, emfizem.
Dosta često mnogi pacijenti s primarnim spontanim pneumotoraksom ne traže medicinsku pomoć po razvoju simptoma. Prema nekim studijama više od 50% pacijenata za pomoć lekara javlja se nakon 24 časa, od pojave prvih tegoba, a 18% pacijenata potražilo je medicinsku pomoć tek nakon nedelju dana od pojave simptoma.
Sekundarni spontani pneumotoraks
Sekundarni spontani pneumotoraks: predstavlja komplikaciju, prethodno klinički dokazane, plućne bolesti. Učestalost sekundarnog spontanog pneumotoraksa, kao i njegovih recidiva slična je onoj kod primarnog spontanog pneumotoraksa, ali češća je u starijoj životnoj dobi (>60 g.) kada je i najveća incidencija hroničnih plućnih bolesti.
|                               | Bolesti                                                                                    |
| ----------------------------- | ------------------------------------------------------------------------------------------ |
| Bolesti pluća                 | Astma, Hronična opstruktivna bolest pluća, Cistična fibroza pluća                          |
| Bolesti intersticijuma pluća  | Fibroza pluća, Sarkoidoza                                                                  |
| Zapaljenski procesi u plućima | Tuberkuloza pluća, AIDS, Bakterijske infekcije, Parazitarne infekcije, Gljivične infekcije |
| Tumori                        | Primarni tumori pluća, Sekundarni tumori pluća                                             |
| Ostalo                        | Marfanov sindrom, Histiocitoza, Sklerodermija, Limfangioleiomiomatoza, Bolesti kolagena    |

#### Traumatski pneumotoraks
Traumatski pneumotoraks najčešće nastaje kao; posledica tupih ili penetrantnih povreda grudnog koša ili nakon jatrogenih povreda (tokom grubih dijagnostičkih i terapijskih postupaka u medicini).
Ovaj oblik pneumotoraksa često može nastati kod teško povređenih (traumatizovanih) osoba. Tako prema brojnim studijama prevalencija traumatskog pneumotoraksa kreće se od oko 20% kod teško povređenih osoba, do 50% kod osoba sa povredom grudnog koša. Traumatski pneumotoraks čini skoro polovinu svih bolesnika koji su bolnički lečeni, i češći je kod starije populacije.
Traumatski pneumotoraks prema obliku može biti;
Otvoreni pneumotoraks
Ovaj oblik pneumotoraksa nastaje kao posledica tupih ili penetrantnih povreda grudnog koša ili nakon jatrogene povrede (dijagnostički ili terapijski postupci), sa otvorenom ranom, kroz koju vazduh pri udisaju ulazi u pleuralni prostor a u izdisaju izlazi kroz istu ranu u slobodan prostor.
Tokom udaha (inspirijuma) kada se stvara negativni intrapleuralni pritisak vazduh ulazi u pleuralni prostor, ne kroz traheju nego kroz defekt (otvor) na grudnom zidu, jer je put kroz defekt na zidu grudnog koša znatno kraći u odnosu na traheju, što stvara manji otpor toku vazduha. U trenutku kada je veličina otvora (defekta) veća od 0,75 puta u odnosu na veličinu traheje vazduh preferencijalno ulazi kroz defekt na grudnom zidu u grudnu šupljinu.
Ovaj poremećaj ima za posledicu neadekvatnu oksigenaciju i ventilaciju pluća kao i progresivno nakupljanje vazduha u pleuralnom prostoru. Ovaj oblik pneumotoraksa može postati i tenzioni ako se stvori „grudni kapak“ koji se ponaša kao jednosmjerni ventil i koji dozvoljava ulazak vazduha u pleuralni prostor, ali ne i njegov izlazak u spoljnu sredinu.
Zatvoreni (nehipertenzivni) pneumotoraks
Nehipertenzivni pneumotoraks podrazumijeva prisustvo vazdušne kolekcije unutar pleuralne šupljine praćene manjim ili većim plućnim kolapsom, bez postojanja hipertenzije unutar pleuralne šupljine.
Tenzioni (ventilni) pneumotoraks
Ventilni, tenzioni ili hipertenzivni pneumotoraks najčešće nastaje kao posledica progresivnog nakupljanja vazduha u pleuralnom
prostoru koje ima za posledicu veliko povećanje intrapleuralnog pritiska. On je obično posledica laceracije plućnog parenhima koja dozvoljava prolaz vazduha u pleuralni prostor, samo u jednom smeru, tj. ne dozvoljava njegov izlazak pri čemu se u pleuralnom prostoru zadržava sve veća količina vazduha (neka vrsta jednosmernog ventilnog mehanizma). Dakle, vazduh ulazi u pleuralni prostor tokom inspirijuma, ali ne može izaći prilikom ekspirijuma. Te intrapleuralni pritisak biva veći od atmosferskog (u otvorenom pneumotoraksu oni su jednaki). Pritisak vazduha stalno raste, kolabirano plućno tkivo se potiskuje prema hilusu, pomeraju se srce i krvni sudovi prema zdravoj strani.
Tenzioni pneumotoraks najčešće je komplikacija nakon pucanja emfizematozne bule, tuberkulozne kaverne, plućnog apscesa ili ciste, perforacije jednjaka, kod spontanog  pneumotoraksa i kod bolesnika na mehaničkoj ventilaciji. Mehanička ventilacija sa pozitivnim pritiskom može pogoršati stanje zbog postojećeg jednosmjernog ventilnog mehanizma. Zato je tenzioni pneumotoraks u jedinicama intenzivne nege relativno česta pojava kod bolesnika na mehaničkoj ventilaciji, najčešće kao posledica barotraume pluća. Tenzioni pnemotoraks se može razviti i podmuklo, posebno kod bolesnika koji su na ventilaciji sa pozitivnim pritiskom. Učestalost javljanja je veća od 25% kod bolesnika na mehaničkoj ventilaciji sa rizikom rasta kod dužeg trajanja ventilacije. Smrt neposredno izazvana barotraumom pluća javlja se u 13 do 35% slučajeva.
Simptomi i znaci kod tenzionog pneumotoraksa se veoma brzo razvijaju tako da smrt može da nastupi za 10 do 15 minuta, kao krajnja posledica patološko-fizioloških mehanizama teška kardio-respiratorna insuficijencija, praćene kardijalnim arestom uz moguću prisutnu
električnu aktivnost srca bez postojećeg perifernog pulsa. Centralni venski pritisak je obično povišen, ali može biti normalan ili nizak, ako je prisutno stanje hipovolemije.
Jatrogeni pneumotoraks
Ovaj oblik jatrogenog traumatskog pneumotoraksa, ili lekarskom greškom izazvan pneumotoraks, može nastati kao komplikacija nakon dijagnostičkih ili terapeutskih intervencija, npr. posle:
- punkcije pleuralne šupljine,
- kateterizacije centralne vene,
- torakocenteze (pleurocenteze),[23]
- biopsije pleura,
- transbronhijalna endoskopske biopsije pluća,
- barotraume u toku hiperbarične oksigenoterapije.

### Pneumotoraks prema trajanju
Prema dužini trajanja pneumotoraks može biti:
- akutni
- hronični

### Pneumotoraks prema veličini
Pneumotoraks prema veličini promena može biti:
- kompletni,
- delimični (parcijalni)

### Pneumotoraks prema lokalizaciji promena:
Pneumotoraks prema lokalizaciji promena može biti:
- apikalni (u predelu vrha pluća),
- paramedijastinalni (u predelu sredogruđa),
- subpulmonalni (ispod baze pluća) itd.).

## Patofiziologija
Pluća se nalaze unutar šupljeg prostora ograničenog zidovima grudnog koša (koji kao oklop štiti dva tako važna organa za čoveka kao što su pluća i srce), i prečage (snažnog trbušnog mišića-dijafragme) koji sa donje strane ograničava ovaj prostor,i zajedno sa grudnim i trbušnim mišićima igra značajnu ulogu u mehanici disanja. Sa spoljnom sredinom, ovaj prostor, komunicira preko traheje i larinksa,(koji je neka vrsta prinudnog ventila).
Pleuralna šupljina je prostor između grudnog zida i pluća koji obezbeđuje uslove za normalno kretanje pluća u toku disanja. Vazduh u pleuralni prostor može dospeti iznutra nakon povrede plućnog tkiva, rascepa bronha, povrede jednjaka ili nakon otvorene penetrantne povrede grudnog zida koja omogućava da vazduh, zbog razlike u pritisku, bude usisan u pleuralni kavum iz spoljne sredine.
Ako je vazduh dospeo u pleuralnu šupljinu, bilo spolja (kod otvorenog pneumotoraksa) ili iz pluća (kod zatvorenog pneumotoraksa), pluća bivaju sabijena (skvrčena) što onemogućava proces disanja čak i sa prohodnim disajnim putevima.
Kada komad tkiva čini jednosmerni ventil koji dopušta vazduhu da prodre u pleuralnu šupljinu iz pluća, ali ne i da iz nje izađe nastaje mehanizam ventilnog pnmeumotoraksa. On dovodi do teškog poremećaja disanja, i do pojave cirkulatornog kolapsa, koji može ugroziti život obolelog i zahteva hitnu intervenciju.
Ako pritisak vazduha u plućima nastavi da raste i premaši vrednost od 10-13 kPa (u proseku 10,7 kPa) u odnosu na spoljašnji pritisak vazduha, on neće samo izazvati ruprturu zdravog plućnog tkiva već i arterijsku gasnu emboliju, praćenu pojavom vazduha u plućnom intersticijalnom prostoru, odnosno u prostoru oko krvnih sudova pluća, koji uzrokuje plućni intersticijalni emfizem. Iz ovog prostora gas dalje može prodreti u hiluse pluća i medijastinum a odatle u pleuralnu i perikardijalnu šupljinu i trbušnu maramicu.
Intersticijalni emfizem vrši pritisak na male krvne sudove pluća izazivajući porast pritiska u plućnim arterijama, što ima za posledicu izlazak tečnosti u intersticijalne prostore i pojavu alveolarnog edema (otoka) pluća. Tako emfizem još više pogoršava protok u plućnoj cirkulaciji i pogoduje nastanku hipoksije u organizmu.

## Klinička slika
Osnovna karakteristika pneumotoraksa je nagli nastanak promena (često iz punog zdravlja), sa znacima zapaljenja plućne maramice, bolom (koji se pojačava pri pokretima grudnom koša u toku, disanja i kašlja); asimetrija grudnog zida pri pokretima disanja; kratkoća daha, i cijanoza.
Kliničkom slikom dominiraju sledeći simptomi:
- Dispneja, čiji intenzitet zavisi od smanjenja volumena pluća;

- Hiperventilacija;

- Hipoksija;

- Znojenje i ubrzan rad srca (tahikardia);

- Promena krvnog pritiska;

- U proces disanja uključuje se i dodatna mišićna muskulatura;

- Jak bol u grudnom košu;

- Bolovi u vratu u predelu karotidnih arterija;

- Tremor;

- Kašalj, suv ili praćen pojavom penušavog ili sukrvičavog ispljuvka.

- Jak strah od smrti (anksioznost)

Težina kliničke slike umnogome zavisi od vrste pneumotoraksa pa se tako kod tenzionog pneumotoraksa javljaju najteži respiratorni simptomi a kod spontanog pneumotoraksa sa malom količinom vazduha u pleuralnom prostoru, klinička slika može izostati.

## Dijagnoza
Postavljanje dijagnoze pneumotoraksa čak i u idealnim uslovima i pri idealnom fizikalnom pregledu ponekad može biti vrlo otežana, jer
znaci teže grudne povrede mogu, ponekad biti jedva primetni ili čak odsutni, ili se znaci teške grudne traume mogu razviti postepeno u posttraumatskom periodu. Dok se kod inicijalnog, ili prvog pregleda može dijagnostikovati pneumotoraks, ipak ne treba isključiti tu mogućnost. Zato su ponovni pregledi kao i upotreba odgovarajućih dijagnostičkih postupaka od izuzetne važnosti u dijagnostici pneumotoraksa. Dijagnoza se u načelu postavlja na osnovu anamneze, kliničke slike i fizikalnog pregleda, koji treba dopuniti i drugim dijagnostičkim procedurama. Na utvrđivanje pojedinih kliničkih znakova kod bolesnika sa pneumotoraksom mogu uticati i veličina povrede, i položaj bolesnika tokom pregleda

### Fizikalni pregled
Fizikalni pregled bolesnika sa pneumotoraksom obuhvata:
Inspekcija
Inspekcijom grudnog koša: otkriva se krutost zahvaćene strane grudnog koša, napete i rastegnute vratne vena, promena brzine i dubine respiracija. asimetrija i paradoksalni pokreti grudnog zida.
Na zidu grudnog koša mogu se videti spoljne povrede kao što su, one nastale od sigurnosnog pojasa ili upravljača automobila, ili penetrantne (otvorene) rane na zidu grudnog koša, nanete vatrenim ili mehaničkim oruđem.
Palpacija
Opipavanjem (palpacijom): se oseća pucketanje ispod kože, sa znacima potkožnog emfizema (vazduh u tkivu) i smanjen fremitus vokale. Takođe se moše ustanoviti postojanje trahealne devijacije, i nepostojanje adekvatna i simetrična obostrana
pokretljivost grudnog zida.
Palpacijom se takođe može ustanoviti da li postoji palpatorna bolna osjetljivost grudnog zida ili krepitacije koje ukazuju na prelome rebara.
Perkusija
Perkusijom (udaranjem po grudnom košu): Obostranom perkusijom grudnog koša traga se za tmulošću ili hipersonornošću. Tako se kod perkusije čuje hipersonični zvuk na bolesnoj strani grudnog koša.
Auskultacija
Auskultacijom stetoskopom: čuje se smanjen ili je odsutan disajni šum nad plućnim krilom zahvaćenim pneumotoraksom.
Klasični fizikalni znaci kod povrede grudnog koša koji mogu biti ustanovljeni tokom pregleda
| Dijagnoza                | Traheja   | Pokretljivost | Disajni zvuk                                | Perkusija                    |
| ------------------------ | --------- | ------------- | ------------------------------------------- | ---------------------------- |
| Tenzioni pneumotoraks    | Pomak od  | Smanjena      | Oslabljen ili odsutan                       | Hipersonornost               |
| Jednostavni pneumotoraks | Medijalno | Smanjena      | Može biti oslabljen                         | Hipersonornost Često uredna  |
| Hemotoraks               | Medijalno | Smanjena      | Oslabljen ako je veći Normalan ako je manji | Tmulost, posebno posteriorno |
| Kontuzija pluća          | Medijalno | Normalna      | Normalan Mogu postojati pukoti              | Normalan                     |
| Kolaps pluća             | Pomak ka  | Smanjena      | Oslabljen                                   | Normalna                     |

### Dijagnostički postupci
- rendgenografija srca i pluća,
- pleuroskopija,
- laboratorijska ispitivanja,
- citološka, mikrobiološka i biohemijska ispitivanja tečnosti iz pleuralne šupljine.
- gasna analiza krvi (koja pokazuje; pH manji od 7,35 , parcijalna arterijski pritisak kiseonika manji od 80 mm Hg i arterijski pritisak ugljen dioksida veći od 45 mm Hg.

## Diferencijalna dijagnoza
|                  | Tamponada srca            | Pneumotoraks                        |
| ---------------- | ------------------------- | ----------------------------------- |
| Disajni zvuk     | Jednak na obe strane      | Smanjen ili odsutan sa jedne strane |
| Rtg srca i pluća | Normalan                  | Izmenjen na zahvaćenoj strani       |
| Perkusija        | Jasan (sonoran)           | Timpaničan (hipersonoran zvuk)      |
| Puls             | Promenljiv (paradoksalan) | Tahikardija                         |

## Komplikacije
Hidropneumotoraks
Istovremeno prisustvo vazduha i tečnosti u pleuralnom prostoru je hidro pneumotoraks.
Hematopneumotoraks
Prisustvo krvi i vazduha u pleuralnom prostoru (ematopneumotoraks) nastaje najčešće kod blast i drugih povreda zbog mehaničkog oštećenja krvnih sudova.
Piopneumotoraks
Prisustvo vazduha i gnoja (piopneumotoraks), može biti posledica infekcije iz udaljenih gnojnih ognjišta ili posledica primarnih gnojnih oboljenja pluća.
Medijastinalni emfizem
Prisustvo vazduha u medijastinumu (medijastinalni emfizem), izaziva osećaj stezanja u grudima, bol i poremećaje srčanog ritma.
Supkutani (potkožni) emfizem
Kod potložnog emfizema, vazduh prodire u potkožno tkivo i lokalizuje se u regijama iznad pluća. Prate ga znaci podbulog lica i napeta koža koja kada se pritisne daje osećaj škripanja kao da hodamo po suvom snegu.

## Terapija
Cilj terapije pneumotoraksa je potpuna reekspanzija plućnog parenhima i normalizacija plućne funkcije uz sprečavanje ponavljanja bolesti. Izbor lečenja uslovljava:
- veličina pneumotoraksa,
- tip pneumotoraksa (primarni, sekundarni),
- mogućnosti razvoja recidiva (broj prethodnih epizoda),
- mogućnost komplikacija (hipertenzivni pneumotoraks, hematotoraks, bronhopleuralna fistula),
- opšte stanje bolesnika, njegova profesija (pilot, ronilac, kesonski radnik, rudar) itd.. .[25]

I pored uspešnog lečenja recidivi se mogu javiti u 30-40% bolesnika.
U kliničkoj praksi, primenjuju se brojne metode lečenja pneumotoraksa u koje spadaju: opservacija, torakocenteza i aspiracija vazduha preko katetera, drenaža pleuralne šupljine i lečenje komplikacija pneumotoraksa.

### Opservacija
Opservacija kao metoda lečenja primenjuje se kod bolesnika sa prvom epizodom primarnog spontanog pneumotoraksa, pacijenta koji nema tegoba, a širina vazdušnog prostora iznosi oko 2 cm (<20% volumena hemitoraksa). Brzina resorpcije vazduha iznosi oko 59 do 70 mL/24 časa. Primena
kiseonika može doprineti ubrzanijoj reekspanziji plućnog parenhima.
Zbog mogućeg razvoja komplikacija (tenzioni pneumotoraks), kod ove metode je neophodna primena čestih radioloških kontrola (jednom nedeljno). Ako prve nedelje opservacije ne dolazi do regresije pneumotoraksa pristupa se primeni radikalnijeg načina lečenja.

### Torakocenteza i aspiracija vazduha preko katetera
Preko kože ili perkutana aspiracija vazduha iglom ili preko uvedenog tankog katetera daje rezultate u oko 50% bolesnika.
Nedostatak ovih tehnika je visoka učestalost recidiva (>40%), mogućnost razvoja komplikacija, a u slučaju aspiracije vazduha kateterom, njegovo često začepljenje.

### Drenaža pleuralne šupljine
Drenaža pleuralne šupljine predstavlja „zlatni standard“ i metodu izbora u lečenju pneumotoraksa. Kod većina bolesnika lečenih ovom metodom , potpuna i stabilna reekspanzija plućnog tkiva postiže se u 80-90% slučajeva, dok se recidivi mogu očekivati u 30% bolesnika lečenih ovom metodom.
Ova metoda indikovana je bez obzira na veličinu pneumotoraksa kod:
- primarnog spontanog pneumotoraksa i izraženim simptomima (dispneje, bola),
- ako se širina vazdušnog prostora povećala za vreme opservacije ili nakon torakocenteze (progresivna dinamika pneumotoraksa),
- u slučaju evidentnog sekundarnog spontanog pneumotoraksa, naročito ako je praćen komplikacijama. Prednosti drenaže su promptna reekspanzija plućnog parenhima, mehanički nadražaj visceralne

i parijetalne pleure koji će izazvati stvaranje fibrina i sljepljivanje pleura, što utiče na manji rizik od recidiva, a u konačnom ishodu i kraće trajanje bolničkog lečenja.
Torakalni dren se uvodi u grudni koš nakon lokalne ili opštej anesteziji u IV. ili V. interkostalnom prostoru u srednjoj pazušnoj liniji, a potom se priključuje na izvor neprekidne sukcije vazduha (aktivna sukcija), Bülau (podvodnu) drenažu, ili na Heimlichovu valvulu (pasivna sukcija).
U cilju prevencije recidiva preko drena može se ubrizgati sklerozirajuće sredstvo (pleurodeza). Dren se uklanja kada lekar konstatuje da je uspostavljena potpuna i stabilna reekspanzija plućnog parenhima (obično nakon 3-4 dana).

## Lečenje komplikacija pneumotoraksa
- Piopneumotoraks (Piopneumothorax): bolesnik se obavezno hospitalizuje i postavlja u polusedeći položaj, temperatura se snižava antipireticima a bol smanjuje analgeticima, odmah mu se daju antibiotici i započinje trajna aspiracione drenaža pleuralne šupljine. Zavisno od prirode sadržaja vrši se ispiranje pleuralne šupljine i ubrizgavanje lekova prema indikacijama.

- Hemopneumotoraks (Hemopneumothorax):tretman ovog stanja je isti kao i za samostalno lečenje hemotoraksa (hemothorax) ili samostalno lečenje pneumotoraksa (pneumothorax).Nakon urađene traheostome na grudnom košu kroz napravljeni rez između rebara u međurebarnom prostoru postavlja se drenažna cev kroz koju se vakuum pumpom vrši evakuacija krvi i vazduha iz grudnog koša. Prema indikacijama vrše se ostali zahvati koji imaju za cilj sanaciju oštećenih krvnog suda, sanaciju polomljenih rebara itd.[13]

- Tenzioni pneumothoraks (Tension pneumothorax): predstavlja hitnu medicinsku intervenciju, koja zahteva brzu kliničku dijagnostiku i radiografiju. Odmah nakon dijagnostikovanja u grudni koš se ubacuje drenažna igla (kanila) kako bi se rasteretio pritisak u grudnom košu i tenzioni preveo u jednostavan pneumotoraks a bolesniku omogućilo normalno disanje.[2]

## Spoljašnje veze
|  | Molimo Vas, obratite pažnju na važno upozorenje u vezi sa temama iz oblasti medicine (zdravlja). |